# Hélder Guimarães

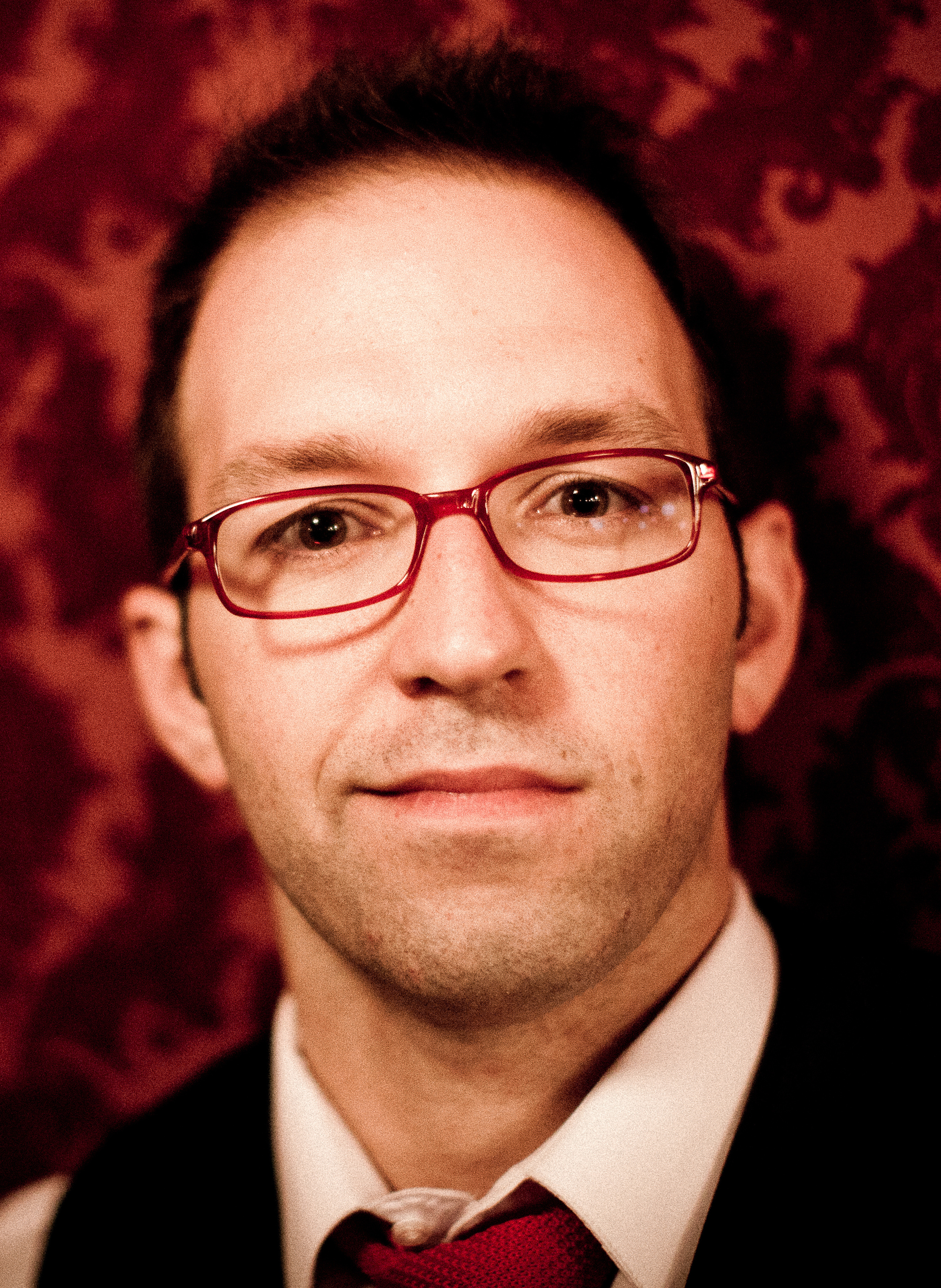
Hélder Guimarães

Helder Guimarães (Miragaia, 16 de Novembro de 1982) é um premiado ilusionista português.

## Biografia
Helder Guimarães nasceu no Porto, em 16 de Novembro de 1982.
Em 2004, tornou-se o primeiro português a ganhar o Prémio Ascanio, o mais prestigiado prémio nesta área em Espanha e, em Agosto de 2006, com apenas 23 anos, sagrou-se "Campeão Mundial de Magia com Cartas" em Estocolmo. Tornou-se assim o primeiro mágico português a entrar na lista de Campeões Mundiais de Magia.
Em 2012 integrou a lista de nomeados para o prémio Parlour Magician Of The Year 2011 da Academia de Artes Mágicas de Hollywood, entidade responsável pelo famoso e mítico Magic Castle de Hollywood. A votação dos membros da Academia atribuiu-lhe tal galardão.
Em 2013 voltou a integrar a lista de nomeados para o prémio Parlour Magician Of The Year da Academia de Artes Mágicas de Hollywood e, pelo segundo ano consecutivo, a votação dos membros da Academia distinguiu-o com tal galardão (referente ao ano 2012).
Em 2014 é convidado para actuar na prestigiada plataforma TED, no ano em que a mesma celebraria 30 anos. 
Helder Guimarães reparte a sua vida entre Los Angeles, onde vive e a percorrer o mundo a apresentar espetáculos, nomeadamente na Austrália, Japão, Coreia, Brasil, Argentina, Chile e vários países europeus.

## Prémios
- 2012 - Parlour Magician Of The Year (Academy of Magical Arts / Hollywood)[2]
- 2011 - Parlour Magician Of The Year (Academy of Magical Arts / Hollywood)
- 2006 - "Campeão Mundial de Magia com Cartas" nos Campeonatos Mundiais de Magia FISM (Estocolmo)
- 2006 - Galardoado com o "Troféu API" (Associação Portuguesa de Ilusionismo)
- 2004 - Prémio Ascanio (Madrid)
- 2002 - 2.º Prémio de "Magia com Cartas no Congresso Espanhol de Magia" (San Sebastian)
- 2001 - 3.º Prémio de "Magia com Cartas no Congresso Espanhol de Magia" (Granada)
- 1998 - Menção honorífica na categoria de "Magia com Cartas" no Congresso Espanhol de Magia (Málaga)
- 1997 - 1.º Prémio no concurso Inter-sócios do Clube Ilusionista Fenianos (Porto)
- 1995 - 1.º Prémio no concurso juvenil do Festival Estoril Mágico/Cascais 1995